# Valon Berisha
Valon Berisha (Malmö, Suècia, 7 de febrer de 1993) és un futbolista kosovar. Juga de migcampista i el seu equip és l'Stade de Reims de la Ligue 1 de França. És germà del també futbolista Veton Berisha.

## Internacional
Malgrat que va jugar amb les categories inferiors de Suècia i la selecció de Noruega, va passar a formar part de la selecció de Kosovo, ja que els seus pares són immigrants kosovars provinents d'Albània.
Berisha va marcar el primer gol oficial d'aquesta selecció a Finlàndia en transformar un penal en el partit classificatori per al Mundial de Rússia de 2018.

## Palmarès
Red Bull Salzburg
- Lliga austríaca: 2013–14, 2014–15, 2015–16, 2016–17, 2017–18
- Copa austríaca: 2013–14, 2015–16, 2016–17

Lazio
- Coppa Italia: 2018–19
- Supercoppa Italiana: 2019